# Castilleja kraliana
Castilleja kraliana là loài thực vật có hoa thuộc họ Cỏ chổi. Loài này được J.R.Allison mô tả khoa học đầu tiên năm 2001.